# 铜旬高速公路
铜川至旬邑高速公路，简称：铜旬高速，是中国国家高速公路网菏宝高速公路（G3511）在陕西省境内的重要路段，也是陕西省“2367”高速公路网七条横向线之一“合凤线”的组成部分。起于铜川市耀州区关庄镇，设关庄枢纽立交与延西高速公路铜川至黄陵段相接，向西经中吕村、让义堡、台尔村、照金镇、石门村、新庄子至旬邑县上桥镇西，通过上桥枢纽立交与咸阳至旬邑高速公路相接，再与咸旬高速公路向西北共线至赤道乡，与旬邑至凤翔高速公路相接。路线全长50.338公里，其中铜川市境内31.1公里，咸阳市境内19.2公里。项目总投资约46亿元人民币，于2013年11月6日开工建设，计划建设工期2年，于2016年2月3日正式通车运营。

## 工程规模
全线采用四车道高速公路标准建设，设计速度80公里/小时，路基宽度24.5米，全线桥涵设计汽车荷载采用公路－Ⅰ级。大桥10663米/46座，其中连续刚构桥5座，最大跨径120米，最大墩高120米；中小桥3座；隧道6553米/7座，其中最长隧道尖坪隧道2.8公里，桥隧比例约34.5%；全线设关庄（枢纽）、吕村、照金、石门、土桥（枢纽）互通式立交5座，匝道收费站3处，服务区1处，全线占地约5151亩。互通式立交连接线约3公里，按二级公路标准建设。

### 重点工程
- 台尔隧道：位于耀州区照金镇台尔村，由中铁电气化局西铁工程公司施工。洞口型式均为端墙式，左线长550米，右线长545米，左线最大埋深约84.8米，右线最大埋深约93.1米[5]。
- 尖坪隧道：为全线最长隧道，位于铜川市照金镇尖坪村二组村西，按左右线分离式设计，左洞全长2667.08米，最大埋深240米，于2015年4月7日贯通；右洞全长2687.109米，最大埋深240米[6]。
- 黑沟特大桥：由中铁七局集团路桥工程公司承建，全长658米[7]。

## 建设历程
- 2013年，铜旬高速进入国家高速公路网规划[8]。
- 2013年10月，铜旬高速获得陕西省发展和改革委员会正式批复立项[1]。
- 2013年11月6日，铜旬高速正式开工建设[3]。
- 2016年1月25日，铜旬高速通过交工验收，工程质量得分95.15分，质量等级评定为合格[9]。
- 2016年2月3日，陕西省交通运输厅举行新闻发布会，宣布铜川至旬邑高速公路正式通车运营[4]。

## 车辆通行费
| 类别 | 车型及规格 | 费率标准（元/车·公里） |
| ---- | ---------- | ---------------------- |
| 1类  | ≤7座       | 0.60                   |
| 2类  | 8-19座     | 1.06                   |
| 3类  | 20-39座    | 1.36                   |
| 4类  | ≥40        | 1.63                   |

## 沿线设施列表
| 地区                                                                                         | 里程    | 类型                              | 名称          | 连接             | 说明                  |
| -------------------------------------------------------------------------------------------- | ------- | --------------------------------- | ------------- | ---------------- | --------------------- |
| 铜川市 耀州区                                                                                |         | 枢纽                              | 关庄枢纽      | 延西高速         |                       |
| 铜川市 耀州区                                                                                |         | 出入口                            | 吕村          | 楼耀路           |                       |
| 铜川市 耀州区                                                                                |         | 出入口                            | 照金          | 旬耀路           |                       |
| 铜川市 耀州区                                                                                |         | 停车场 · 加油设施 · 修车站 · 餐厅 | 照金服务区    | 照金服务区       |                       |
| 咸阳市 旬邑县                                                                                |         | 出入口                            | 石门          | 306县道          |                       |
| 咸阳市 旬邑县                                                                                | 886/501 | 枢纽                              | 土桥          | 咸旬高速         | 与 银百高速共线段起点 |
| 咸阳市 旬邑县                                                                                | 901/486 | 枢纽 · 出入口                     | 赤道枢纽 旬邑 | 咸旬高速 342国道 | 与 银百高速共线段终点 |
| 1.000 英里 = 1.609 千米；1.000 千米 = 0.621 英里 并行路段 • 已关闭／取消 • 限制进入 • 未开放 |         |                                   |               |                  |                       |